# (5864) Montgolfier
(5864) Montgolfier ist ein Asteroid im Hauptgürtel, der am 2. September 1983 vom US-amerikanischen Astronomen Norman G. Thomas an der Anderson Mesa Station (IAU-Code 688) des Lowell-Observatoriums  im Coconino County in Flagstaff in Arizona entdeckt wurde.
Benannt wurde der Himmelskörper nach den französischen Erfindern Gebrüdern Montgolfier, die als Erfinder des Heißluftballons, der Montgolfière bekannt wurden.